# Praia dos Tamarinos
A Praia dos Tamarinos é uma praia do Arquipélago de São Tomé e Príncipe, localiza-se a Norte da ilha de São Tomé entre a Praia das Conchas e a Ponta do Cruzeiro.

## População
A população da ilha é de cerca de 146 mil pessoas, ou 96% da população do país. Vivem principalmente santuários.

## Observação
1. ↑  População da ilha.